# Grensbal
Grensbal is een spel dat wordt gespeeld door twee teams van zes spelers, in volgorde genummerd, die moeten proberen te scoren door de bal tussen twee palen door te gooien. Het spel wordt gespeeld door om beurten, in de vaste genummerde volgorde, te gooien vanaf de plek waar de worp van de andere partij is gestopt. Het duurt tweemaal 25 minuten, met een pauze van 10 minuten.
Grensbal was vroeger onderdeel van de Koninklijk Nederlandsch Gymnastiek Verbond (K.N.G.V.). Het spel werd zodoende vooral beoefend door turnkringen en gymnastiekverenigingen. Alleen dames mochten deelnemen aan het grensbal. Het spel wordt tegenwoordig niet meer volgens de officiële spelregels beoefend, alleen tijdens gymlessen wordt het spel in aangepaste vorm nog incidenteel gespeeld.

## Spelregels

### Teams
Grensbal wordt gespeeld door twee ploegen van ieder zes spelers. De spelers moeten van elkaar te onderscheiden zijn door een duidelijk op doek gedrukt volgnummer (1, 2, 3, 4, 5, 6), dat zij op de borst moeten dragen. Indien een speler gedurende de wedstrijd uitvalt, mag deze worden vervangen door een andere speler.

### Speelveld
Het rechhoekige speelveld is 100 meter lang en 50 meter breed. Op het speelveld is met kalklijnen een werpterrein afgebakend van 80 meter lang bij 30 meter breed. Op 10 meter van het midden en evenwijdig aan de doellijnen bevindt zich ter weerszijden een kalklijn, werplijn geheten. Op iedere doellijn bevinden zich twee palen, welke op dezelfde afstand van de hoeken staan, 5 meter van elkaar verwijderd zijn en minstens 3 meter boven de grond uitsteken. Het doel is, wat hoogte betreft, niet begrensd.

### Bal
De bal, waarmee gespeeld wordt, is een met haar gevulde lederen bal. Hij weegt 1 kilogram en heeft een middellijn van 20 cm.

### Speeltijd
Een wedstrijd duurt 2x25 minuten. Na 25 minuten wisselen de teams van speelhelft. Tussen de eerste- en tweede helft wordt 10 minuten gepauzeerd.

### Spelregels
- Keuze van doel

De partij, die de opgooi wint, mag of het doel kiezen, of de beginworp doen.
- Volgorde van werpen

De bal wordt zonder uitzondering door elke partij in de volgorde 1, 2, 3, 4, 5, 6 geworpen. De beginworp geschiedt door nummer één van de partij, die de afworp heeft en de worp na doelverwisselen door nummer één van de andere partij. Na puntmaken werpt de speler, die aan de beurt van werpen was, af.
- Wijze van werpen;

De spelers zijn geheel vrij in de wijze, waarop zij de bal willen wegwerpen.
- Plaats, vanwaar de bal moet worden weggeworpen

De plaats van wegwerpen is afhankelijk van:

a. of de worp een beginworp, een worp na puntmaken, of een wordt na doelverwisselen is;

b. of de bal moet worden weggeworpen, nadat hij gevangen is;

c. of hij op een andere wijze tegengehouden is;

d. of hij zonder tegenhouden te zijn, moet worden weggeworpen.
- Straf op het overschrijden van de werpplaats

Overschrijdt een werper bij het werpen zijn werpplaats, dan mag de tegenpartij de dubbele afstand, die overschreden is, vooruitkomen. Wordt met overschrijden een doelpunt gemaakt, dan is dit ongeldig.
- Vangbal

Een vangbal is geldig, als de bal door slechts één persoon gevangen wordt; zowel in als buiten het werpterrein:

a. vrij uit de lucht;
b. na in contact te zijn geweest met een doelpaal, de scheidsrechter, een grensrechter, of een of meerdere spelers.

Een vangbal is ongeldig als de bal wordt gevangen:

a. door meer dan één persoon;
b. na in contact te zijn geweest met de grond, of met andere personen dan bovengenoemde.
- Voordeel van het maken van een vangbal

Na het maken van een vangbal mag de speler die aan de beurt van werpen is, het doel van de tegenpartij met een driesprong naderen. Deze sprong moet gemaakt worden met de bal in de hand. Hij is ongeldig en mag niet worden overgedaan, als de springer gedurende en na de sprong valt; de bal laat vallen; op de plaats van afzet doorloopt.

De driesprong wordt gemaakt:

a. als de bal in het werpterrein gevangen is vanaf de plaats, waarop de bal gevangen is;

b. als de bal gevangen is na passeren van de zijgrens vanaf de plaats, waar hij over de grens ging;

c. als de bal gevangen is na passeren van de doellijn vanaf de plaats, waarop de bal gevangen is.
- Doelpunt maken

Een doelpunt wordt gemaakt:

a. als na een worp de bal tussen de doelpalen (op welke hoogte ook) doorgaat en hij achter doel met de grond in aanraking komt;

b. als na een worp de bal tussen de doelpalen doorgaat, hij achter de doellijn op geldige wijze gevangen wordt en de werper niet met het daarvoor verkregen voordeel van het nog mogen maken van een driesprong met beide voeten binnen het werpterrein gekomen is;

c. als de bal door het doel gaat, vooraf met de grond voor de doellijn in aanraking geweest is en achter doel gevangen wordt.
- Ongeldig doelpunt

Een doelpunt is ongeldig:

a. als de werper de werpplaats overschreden heeft (in dit geval wordt teruggeworpen vanaf de doellijn);

b. als de bal zonder de grond achter het doel geraakt te hebben, tegen een speler stuit en door de poort in het werpterrein terugspringt, zonder ook nu weer de grond achter het doel te raken;

c. als de scheidsrechter vooraf "eindigen", gefloten heeft.

## Bond
Het grensbal was onderdeel van het Koninklijk Nederlandsch Gymnastiek Verbond (K.N.G.V.). Op 10 juni 1923 heeft de K.N.G.V. een boekje uitgebracht met de officiële spelregels, dat is samengesteld door de Technische Commissie van het K.N.G.V. In 1932 installeerde het K.N.G.V. een aparte commissie voor het grensbal, de zogenoemde bondsspelcommissie (bestaande uit de sporten handbal, grensbal, slingerbal en vuistbal), welke al spoedig competities instelde, met als hoogtepunt de nationale spelkampioenschappen in Gouda.

### Nationale spelkampioenschappen
Onderstaand de kampioenen van de Nationale Spelkampioenschappen (ook wel Bondsspeldag genoemd) georganiseerd door de K.N.G.V.
| Jaar | Plaats                   | Kampioen dames              |
| ---- | ------------------------ | --------------------------- |
| 1930 | Gouda                    | Kracht en Vlugheid (Sloten) |
| 1931 | Zaandam                  | Kracht en Vlugheid (Sloten) |
| 1932 | Haarlemmermeer           | Kracht en Vlugheid (Sloten) |
| 1933 | Gouda                    | Carna (Zaandam)             |
| 1934 | Gouda                    | Carna (Zaandam)             |
| 1935 | Lijnden (Haarlemmermeer) | Lijnden                     |

## Voormalig grensbalclubs
- Grensbalclub R.O.D.A. - Schermerhorn[10]
- Grensbalclub Oudwoude - Oudwoude[11]

## Varianten
Het grenswerpbal is een variant op het grensbal.